# 小行星962
小行星962（962 Aslog）是一颗围绕太阳公转的小行星。
該小行星以北歐神話的人物亞絲拉琪命名。

## 参数
这颗小行星的绝对星等为11.52个天文单位，自转周期为5.465小时。